# Asienmesterskabet i håndbold 1991 (mænd)
Asienmesterskabet i håndbold 1991 for mænd var det 6. asienmesterskab i håndbold for mandlige håndboldlandshold. Turneringen blev afviklet i Hiroshima, Japan i perioden 22. august – 1. september 1991 med deltagelse af 12 hold.
Mesterskabet blev vundet af Sydkorea for fjerde gang i træk. I finalen besejrede sydkoreanerne værtslandet Japan med 27-23. Bronzemedaljerne gik til Kina, som i bronzekampen vandt 29-17 over Qatar.
Holdene spillede endvidere om én ledig asiatisk plads i håndboldturneringen ved de olympiske lege i Barcelona i 1992 samt én ledig plads ved VM 1993 i Sverige, og vinderen Sydkorea kvalificerede sig til de to slutrunder.

## Resultater

### Indledende runde
De 12 hold spillede i fire grupper med tre hold, hvorfra de to bedste hold i hver gruppe gik videre til hovedrunden. De fire hold, der sluttede på tredjepladserne spillede videre i placeringskampene om 9.- til 12.-pladsen.

#### Gruppe A
| Dato  | Kamp              | Res.  |
| ----- | ----------------- | ----- |
| ?.8.  | Japan - Qatar     | 23-15 |
| 24.8. | Japan - Nordkorea | 27-18 |
| ?.8.  | Qatar - Nordkorea | 25-15 |

| Hold      | Kampe | Mål   | Point |
| --------- | ----- | ----- | ----- |
| Japan     | 2     | 50-33 | 4     |
| Qatar     | 2     | 40-38 | 2     |
| Nordkorea | 2     | 33-52 | 0     |

#### Gruppe B
| Dato  | Kamp                 | Res.  |
| ----- | -------------------- | ----- |
| ?.8.  | Kuwait - Syrien      | 29-19 |
| 24.8. | Kuwait - FA Emirater | 24-18 |
| ?.8.  | FA Emirater - Syrien | 31-15 |

| Hold        | Kampe | Mål   | Point |
| ----------- | ----- | ----- | ----- |
| Kuwait      | 2     | 53-37 | 4     |
| FA Emirater | 2     | 49-49 | 2     |
| Syrien      | 2     | 44-60 | 0     |

#### Gruppe C
| Dato  | Kamp               | Res.  |
| ----- | ------------------ | ----- |
| ?.8.  | Sydkorea - Bahrain | 34-18 |
| 24.8. | Sydkorea - Iran    | 43-22 |
| ?.8.  | Bahrain - Iran     | 31-31 |

| Hold     | Kampe | Mål   | Point |
| -------- | ----- | ----- | ----- |
| Sydkorea | 2     | 77-40 | 4     |
| Bahrain  | 2     | 49-65 | 1     |
| Iran     | 2     | 53-74 | 1     |

#### Gruppe D
| Dato  | Kamp                   | Res.  |
| ----- | ---------------------- | ----- |
| ?.8.  | Kina - Taiwan          | 29-16 |
| ?.8.  | Kina - Saudi-Arabien   | 28-8  |
| 24.8. | Taiwan - Saudi-Arabien | 21-21 |

| Hold          | Kampe | Mål   | Point |
| ------------- | ----- | ----- | ----- |
| Kina          | 2     | 57-24 | 4     |
| Taiwan        | 2     | 37-50 | 1     |
| Saudi-Arabien | 2     | 29-49 | 1     |

### Hovedrunde
De to bedste hold fra hver indledende gruppe spillede i hovedrunden om fire pladser i semifinalerne. De otte hold var inddelt i to nye grupper med fire hold i hver. Vinderne og toerne i de to hovedrundegrupper gik videre til semifinalerne, treerne gik videre til kampen om 5.- og 6.-pladsen, mens firerne måtte tage til takke med at spille om 7.- og 8.-pladsen.

#### Gruppe E
| Dato  | Kamp             | Res.  |
| ----- | ---------------- | ----- |
| 27.8. | Japan - Qatar    | 24-16 |
| 27.8. | Bahrain - Kuwait | 21-20 |
| ?.8.  | Japan - Bahrain  | 25-21 |
| ?.8.  | Qatar - Kuwait   | 21-13 |
| ?.8.  | Japan - Kuwait   | 25-19 |
| ?.8.  | Qatar - Bahrain  | 23-21 |

| Hold    | Kampe | Mål   | Point |
| ------- | ----- | ----- | ----- |
| Japan   | 3     | 74-56 | 6     |
| Qatar   | 3     | 60-58 | 4     |
| Bahrain | 3     | 63-68 | 2     |
| Kuwait  | 3     | 52-67 | 0     |

#### Gruppe F
| Dato  | Kamp                   | Res.  |
| ----- | ---------------------- | ----- |
| 27.8. | Kina - FA Emirater     | 26-18 |
| 27.8. | Sydkorea - Taiwan      | 47-17 |
| ?.8.  | Sydkorea - Kina        | 35-23 |
| ?.8.  | FA Emirater - Taiwan   | 28-28 |
| ?.8.  | Sydkorea - FA Emirater | 38-15 |
| ?.8.  | Kina - Taiwan          | 40-19 |

| Hold        | Kampe | Mål     | Point |
| ----------- | ----- | ------- | ----- |
| Sydkorea    | 3     | 120-055 | 6     |
| Kina        | 3     | 089-072 | 4     |
| Taiwan      | 3     | 064-115 | 1     |
| FA Emirater | 3     | 61-092  | 1     |

### Placeringskampe

#### Kampe om 9.- til 12.-pladsen
De fire hold, som sluttede på tredjepladserne i grupperne i den indledende runde, spillede om 9.- til 12.-pladsen.
| Dato                | Kamp                      | Res.  |
| ------------------- | ------------------------- | ----- |
| Semifinaler         |                           |       |
| 27.8.               | Saudi-Arabien - Syrien    | 26-22 |
| 27.8.               | Nordkorea - Iran          | 33-31 |
| Kamp om 11.-pladsen |                           |       |
| ?                   | Iran - Syrien             | 26-25 |
| Kamp om 9.-pladsen  |                           |       |
| ?                   | Nordkorea - Saudi-Arabien | 37-36 |

| Plac. | Hold          |
| ----- | ------------- |
| 9.    | Nordkorea     |
| 10.   | Saudi-Arabien |
| 11.   | Iran          |
| 12.   | Syrien        |

#### Kampe om 5.- til 8.-pladsen
De to hold, som sluttede på tredjepladserne i hovedrundegrupperne, spillede om 5.- og 6.-pladsen, mens holdene, der sluttede på fjerdepladserne, spillede om 7.- og 8.-pladsen.
| Dato               | Kamp                  | Res.  |
| ------------------ | --------------------- | ----- |
| Kamp om 7.-pladsen |                       |       |
| ?                  | Taiwan - Kuwait       | 28-24 |
| Kamp om 5.-pladsen |                       |       |
| ?                  | Bahrain - FA Emirater | 24-22 |

| Plac. | Hold                     |
| ----- | ------------------------ |
| 5.    | Bahrain                  |
| 6.    | Foren. Arabiske Emirater |
| 7.    | Taiwan                   |
| 8.    | Kuwait                   |

### Semifinaler, bronzekamp og finale
| Dato        | Kamp             | Res.  |
| ----------- | ---------------- | ----- |
| Semifinaler |                  |       |
| ?           | Sydkorea - Qatar | 32-19 |
| ?           | Japan - Kina     | 26-18 |
| Bronzekamp  |                  |       |
| 1.9.        | Kina - Qatar     | 29-17 |
| Finale      |                  |       |
| 1.9.        | Sydkorea - Japan | 27-23 |

| Plac.  | Hold     |
| ------ | -------- |
| Guld   | Sydkorea |
| Sølv   | Japan    |
| Bronze | Kina     |
| 4.     | Qatar    |